# Термоплан
Термоплан — наименование семейства гибридных дирижаблей для грузоперевозок в труднодоступные районы.

## Конструктивные особенности
Главной особенностью «Термоплана» является комбинированная конструкция фюзеляжа, состоящая из основной силовой секции в форме тороида (один из конструктивных вариантов предусматривал эту секцию как герметичную и заполненную гелием) и оболочки. Основная секция поддерживала оболочку, заполненную частично гелием и частично горячим воздухом, подогрев которого осуществлялся за счёт выхлопных газов маршевых двигателей, а его охлаждение — естественным образом.
Такая конструкция, основанная на концепции «розьера», существенно улучшала манёвренность и управляемость по сравнению с дирижаблями, использующими в качестве несущего газа только гелий. Дискообразная форма также была принята для улучшения манёвренности и устойчивости к воздействию ветров вплоть до скоростей ветра 20 м/с. Гелий обеспечивает аппарату практически «нулевую плавучесть», горячий воздух — балансировку груза, набор высоты и снижение.
Оболочка прототипа АЛА-40 имела объём 10660 кубометров при диаметре 40 м. Внутри оболочки было предусмотрено два объёма: один для заполнения гелием, второй — горячим воздухом (выхлоп маршевых двигателей) Прототип был оснащён 2 двигателями Климова ГТД-350 (мощностью 400 л. с. каждый), 1 двигателем M-14П (360 л. с.) и 2 электродвижительными установками вертикальной тяги (50 л. с. каждая). Лётный экипаж состоял из 2 пилотов, размещавшихся в подвешенном под диском основной части фюзеляжа вертолёта Ми-2 (без хвостовой балки).

## История

### Создание «Термоплана»
История проекта начинается с конца 1970-х годов, когда в СССР в Студенческом конструкторском бюро МАИ по инициативе Юрия Ишкова и под научным руководством Сергея Егера была создана группа студентов для разработок в области гибридных аэростатических летательных аппаратов (гибридных дирижаблей) дискообразной формы. Для своего времени это был передовой проект. Гибридный дирижабль сочетает в себе возможности самолёта, вертолёта и аэростата.
Концепция открывала перспективы строительства летательных аппаратов большой размерности с высокой полезной нагрузкой, что могло бы обеспечить решение масштабных экономических задач. Например, одно из технических предложений предполагало применение Термоплана для искусственного дождеобразования. Как и в других способах "провоцирования дождя", здесь задействована авиация, но воспроизводятся аналогичные природным процессы дождеобразования путём вытеснения нагретых приземных масс воздуха на большую высоту, где в них быстро конденсируется влага и выпадает в виде дождя. Вытеснение приземного слоя воздуха наверх возможно под воздействием больших масс воздуха (шириной более 1 км и длиной более 3 км), спускающихся с большей высоты вследствие увлажнения путём мелкодисперсного распыления воды на высоте 500-700 м (в количестве около 1000 тонн). После вытеснения приземного слоя и дождеобразования масса выпавшей в виде дождя воды ожидалась в 700-1000 раз больше, чем масса воды для распыления. Авторы идеи показали расчеты двух практически реализуемых вариантов технологии: использовании самолета Ан-124 и Термоплана проекта АЛА-600 большой грузоподъемности.
В рамках реализации проекта при содействии ректора МАИ Юрия Рыжова во второй половине 1980-х Конструкторское бюро «Термоплан» получило финансирование Газпрома на создание АЛА-40 в качестве экспериментального прототипа семейства подобных гибридных летательных аппаратов. Прототип был построен на базе УАПК в Ульяновске к 1992 году. Однако до лётных испытаний дело не дошло и проект был остановлен в связи с экономическим кризисом 1990-х.
Впоследствии Ю. Г. Ишков при помощи Ю. А. Рыжова искал пути возобновления проекта и даже зарегистрировал в 2005 году торговую марку ТЕРМОПЛАН THERMOPLANE, но эти усилия не увенчались успехом.

### Развитие проекта под брендом «Локомоскай»

Общий вид прототипа гибридного дирижабля «Локомоскайнер»

В конце 2000-х была попытка другой инициативной группы возродить проект под новым брендом «Локомоскай». Однако, деятельность вновь созданной компании «Локомоскай» свелась к приватизации конструкторских наработок советского периода по проекту «Термоплан» и созданию малоразмерной модели аппарата, подобного АЛА-40.

### Проектные варианты
Рассматривались несколько проектных вариантов:
по назначению
- грузовые и грузопассажирские аэростатические летательные аппараты
- для аэрогеографической разведки
- для мониторинга наземных объектов

по проектным параметрам
- взлётная масса 0,6 т — диаметр оболочки 50 м, дальность полёта 250 км
- взлётная масса 40 т — диаметр оболочки 160 м, дальность полёта 2000 км
- взлётная масса 600 тонн — диаметр оболочки 246 м, дальность полёта 3000 км

### Судьба проекта

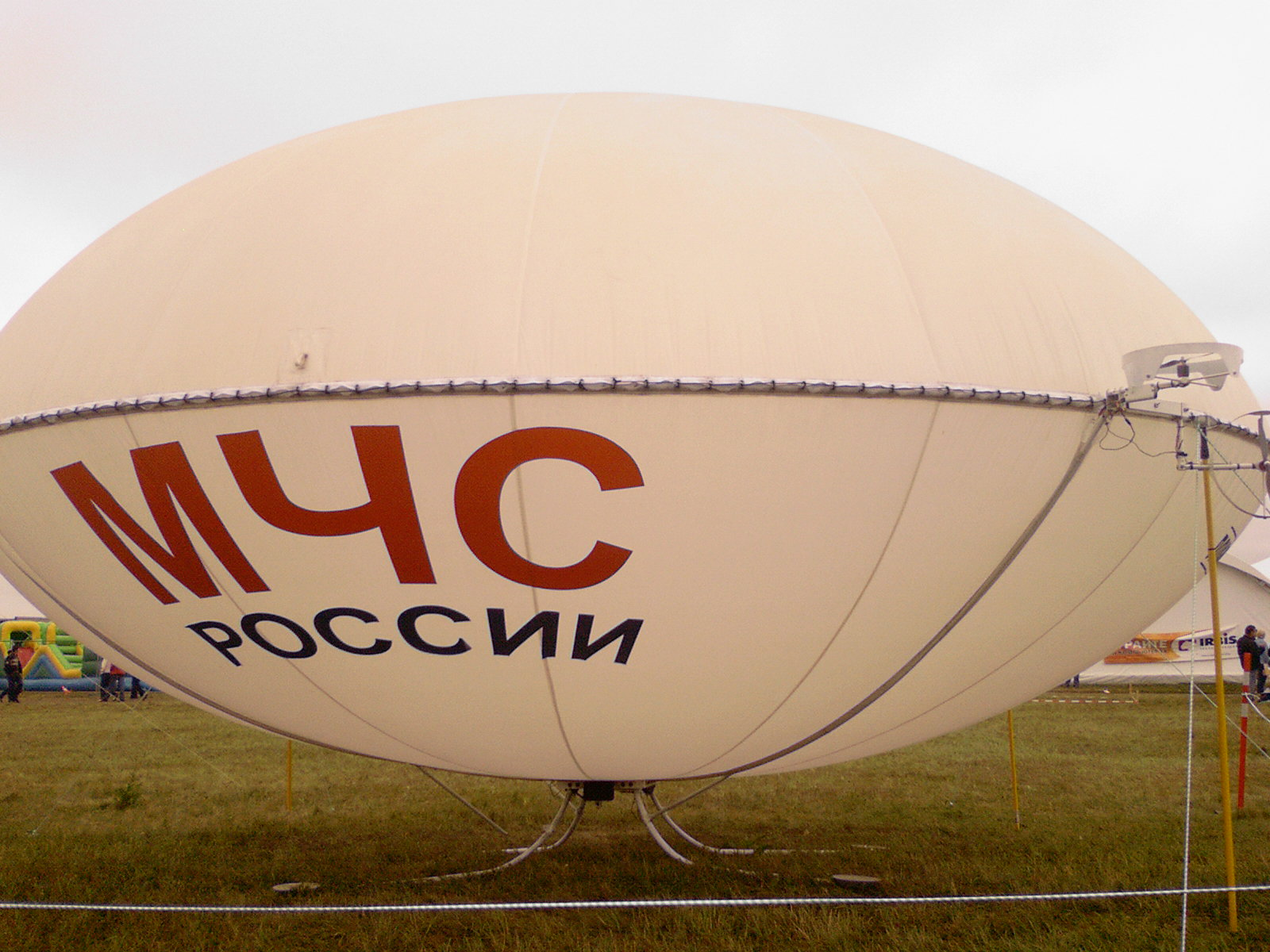
Модель термобалластируемого гибридного аэростатического летательного аппарата для мониторинга обстановки в районах чрезвычайных происшествий, представленная на МАКС-2009

Компанией «Локомоскай» анонсировались три основных этапа работ: создание модели — в 2008 году, создание прототипа (диаметром 40 м, как и у АЛА-40) — в 2010 году, введение штатного образца в эксплуатацию — в 2012 году. В реальности была создана только модель
грузового термобалластируемого аэростатического летательного аппарата диаметром 7 м (демонстрировалась на МАКС-2009) с восемью электромоторами и возможностью радиоуправления для мониторинга обстановки в районах чрезвычайных происшествий в течение 2 ч, для чего у модели была платформа, способная нести до 20 кг аппаратуры.
Осенью 2021 года появились сообщения, что в историческом центре советского дирижаблестроения ДКБА по инициативе вновь созданной компании Airship Initiative Aerosmena (AIDBA) возобновлены проработки похожего гибридного дирижабля линзообразной формы в рамках проекта «Аэросмена». Проектные оценки обещают возможность достижения пилотным опытным образцом крейсерской скорости до 200 км/ч при дальности до 5000 км и грузоподъёмности до 200 тонн. В проекте полезная нагрузка размещается в сменных модулях различного назначения (медицинский блок, комплекс пожаротушения, пассажирский салон, грузовая платформа, средства размещения и запуска беспилотных воздушных судов). Конструкция дирижабля основана на гибридной схеме обеспечения подъёмной силы. Часть оболочки заполнена гелием для обеспечения «нулевой» плавучести. Полость, заполненная воздухом, нагретым до 200 градусов по Цельсию, забираемым от 8 вертолётных двигателей, обеспечивает подъём полезной нагрузки. В перспективе мог бы быть создан 600-тонный грузовой дирижабль, предназначенный для выполнения погрузочно-разгрузочных работ в местах без наземной инфраструктуры (порты, шоссе, аэропорты и взлётно-посадочные полосы), что обеспечило бы транспортирование грузов по схеме «от двери до двери» и снизило затраты на логистику и склады. Заявленные оценки стоимости часа полёта на порядок ниже, чем у традиционного транспортного самолёта.

## Аналоги
- Lockheed Martin P-791[англ.]